# Julie Bego
Julie Bego, née le 9 janvier 2005 à Bourgoin-Jallieu, est une coureuse cycliste française.

## Biographie
Julie Bego est repérée à 11 ans par l'école de vélo de Chambéry Cyclisme Compétition lors d'un cyclo-cross à La Léchère en 2016. Elle intègre ensuite l'école de vélo de Chambéry Cyclisme puis l'équipe Team Féminin Chambéry. Le 23 juillet 2023, elle remporte la Bizkaikoloreak, une course qui se déroule autour de Durango au Pays basque,.
Le 27 juillet 2023, elle est recrutée par l'Équipe cycliste féminine Cofidis en tant que stagiaire,.
Le 5 août 2023, lors des championnats du monde junior, elle s'impose en solitaire devant la Britannique Cat Ferguson et la Belge Fleur Moors, treize ans après Pauline Ferrand-Prévot,,,,,,,.
Elle continue en parallèle sa deuxième année de Cycle préparatoire Parcours des écoles d’ingénieurs Polytech à l'École polytechnique universitaire de Savoie.
Lors de la saison 2024, elle monte pour la première fois sur le podium d'une course élite, avec une 3e place lors de l'Alpe Grésivaudan Classic remporté par Marion Bunel. Quelques jours plus tard, elle participe à son premier grand tour, le Tour d'Italie. Malade, elle est contrainte à l'abandon lors de la 5e étape. 
À l'issue de la saison 2024, elle voit son contrat auprès de l'équipe Cofidis prolongé jusqu'en 2027. La formation nordiste fait partie des 7 équipes invitées à participer au nouveau calendrier UCI Women's ProTeam, deuxième division du cyclisme féminin international, nouvellement créée.

## Palmarès sur route

### Par années
- 2020
  -  Championne de France sur route minimes/cadettes
- 2021
  - 2e du championnat de France sur route minimes/cadettes
- 2022
  - Prix de la Ville de Morteau
  - 2e du Tour du Gévaudan Occitanie
  - 3e du championnat de France du contre-la-montre juniors
- 2023
  -  Championne du monde sur route juniors
  - Classement général de la Bizkaikoloreak
  - Boucles guégonnaises
  - BayWa R.E Classique Féminine[16]
  - 2e du Tour du Gévaudan Occitanie
  - 2e du Piccolo Trofeo Alfredo Binda
  - 2e du Prix de la Ville de Morteau
  -  Médaillée de bronze du championnat d'Europe du contre-la-montre en relais mixte juniors
  - 9e du championnat du monde du contre-la-montre juniors
- 2024
  - 3e de l'Alpes Grésivaudan Classic

### Résultats sur les grands tours

#### Tour d'Italie
1 participation
- 2024 : abandon (5e étape)

#### Tour de France
1 participation
- 2025 : 33e

### Classements mondiaux
| Année                                 | 2023  | 2024 |
| ------------------------------------- | ----- | ---- |
| Classement UCI                        | 1261e | 100e |
| UCI World Tour                        | nc    | 190e |
|                                       |       |      |
| Légende : nc = non classéSource : UCI |       |      |

## Palmarès en cyclo-cross
- 2021-2022
  - Coupe de France juniors #1, Pierric
  - Coupe de France juniors #4, Quelneuc
  - 2e du championnat de France de relais mixte
  - 3e du championnat de France juniors
- 2022-2023
  - Coupe de France juniors #1, Nommay
  - 2e du championnat de France juniors
  - 2e de la coupe de France juniors